# Brimidius laevicollis
Brimidius laevicollis là một loài bọ cánh cứng trong họ Cerambycidae.